# Johnson v. M’Intosh
Johnson v. M'Intosh, 21 US (8 Wheat.) 543 (1823), ist eine richtungsweisende Entscheidung des Obersten Gerichtshofs der Vereinigten Staaten, die besagt, dass amerikanische Ureinwohner kein Land an Privatpersonen verkaufen können. Wie dem Obersten Richter (Chief Justice) John Marshall vorgetragen wurde, strengte der Rechtsnachfolger eines privaten Landkaufs von den Piankeshaw eine Klage (sog. action of ejectment) gegen den Inhaber eines bundesstaatlichen Landpatents zur Klärung der Eigentumsrechte an.
Der Fall ist eine der einflussreichsten und bekanntesten Entscheidungen des Obersten Gerichtshofs unter John Marshall und eine feste Größe des Lehrplans für das erste Jahr in fast allen US-amerikanischen juristischen Fakultäten. Marshall entwickelt hier in seiner prosaischen und vielzitierten Urteilsbegründung die Grundlagen der Doktrin des Landbesitzrechts der amerikanischen Ureinwohner in den Vereinigten Staaten und der damit verbundenen discovery doctrine, die er in Fletcher v. Peck schon angesprochen hatte und in Worcester v. Georgia wieder aufgriff. Da in diesem Fall ein gültiger Titel ein grundlegendes Element der Klage ist, erstreckt sich die Gerichtsentscheidung nicht nur auf die Gültigkeit von McIntoshs Titel, sondern auch auf den Titel der indianischen Ureinwohner. Die Urteilsbegründung kommt bezüglich des Titels der Ureinwohner zu dem Schluss, dass er nicht frei veräußerlich ist. Ein Grundsatz, der in fast allen Rechtssystemen des Common Law fest etabliert ist.
Der Bezug auf Johnson ist seit 200 Jahren ein fester Bestandteil bundesstaatlicher und staatlicher Rechtsfälle im Zusammenhang mit dem Landtitel amerikanischer Ureinwohner. Wie bei Johnson sind fast alle dieser Fälle mit Landstreitigkeiten zwischen zwei nicht-indigenen Parteien verbunden, von denen eine normalerweise mit einer Rechtskette (chain of title) verbunden ist, die zu einer Bundes- oder Landesregierung führt, und die andere mit einer Rechtskette, die bis auf Zeiten vor der US-Souveränität zurückgeht. Eine ähnliche Auffassung und teilweise Bezüge auf Johnson findet man auch in der frühen Rechtsprechung Australiens, Kanadas und Neuseelands. Der erste Landstreit vor dem Obersten Gerichtshof, an dem eine indigene Partei beteiligt war, ist Cherokee Nation v. Georgia (1831).

## Geschichtlicher Hintergrund
Nach dem Ende des Siebenjährigen Krieges in Nordamerika fielen riesige Teile Neufrankreichs zwischen den Appalachen und dem Mississippi an Großbritannien. Die Franzosen hatten in diesem Land nur wenige Siedlungen und Forts angelegt, aber nun drangen vermehrt Pelzhändler und Squatter aus den amerikanischen Kolonien in das Gebiet ein und machten den indigenen Ureinwohnern das Land streitig. Darüber hinaus fanden sich die ehemals mit Frankreich verbündeten Indianerstämme plötzlich im Herrschaftsbereich des Feindes wieder. Während die Franzosen sie als ebenbürtige Kampfgefährten behandelt, mit Waffen versorgt und mit anderen Gütern gewogen gestimmt hatten, sahen die Briten und Kolonisten in den Indianern ein unterworfenes Volk ohne Anrecht auf gleichwertige Behandlung. Die allgemeine Unzufriedenheit der Ureinwohner führte zum Pontiac-Krieg, in dem acht Forts zerstört und hunderte von Kolonisten getötet oder vertrieben wurden. Durch die Königliche Proklamation von 1763 sollten die Beziehungen zu den Indianern sowie Pelzhandel und Kolonisation in den betroffenen Territorien neu geordnet werden. Westlich einer darin definierten Proklamationsline entlang der Appalachen, im Indian Reserve genannten Gebiet, war es Privatpersonen untersagt, zu siedeln oder Land direkt von Indianern zu kaufen. In einem späteren Verfahren sollten dann Beauftragte der Krone das Land mit Zustimmung aller beteiligten Indianerstämme aufkaufen und an Siedler weitergeben. Dieses Verbot und das dabei ebenfalls sichtbar werdende Bestreben, die Oberhoheit über den Besitz an Grund und Boden in staatlicher Hand zu behalten, entsprachen der vorhergehenden Rechtsprechung Großbritanniens und der Kolonialregierungen.

## Die Land Companies
Die neuen Territorien weckten das Interesse von Bodenspekulanten aus den Kolonien und dem Mutterland. So auch von William Murray, dem Handelsagenten der Illinois Company, einer von bekannten Geschäftsleuten aus Philadelphia gegründeten Gesellschaft, die sich ursprünglich mit dem Indianerhandel und der Truppenversorgung beschäftigte. Sein Optimismus für die Möglichkeit der staatlichen Anerkennung solcher Geschäfte wurde unter anderem durch die Camden-Yorke Opinion bestärkt. Diese Stellungnahme zweier hochrangiger britischer Juristen, in der ein Landkauf der privaten Britischen Ostindien-Kompanie von teilautonomen Indischen Fürstenstaaten positiv bewertet wurde, kursierte zu jener Zeit unter amerikanischen Bodenspekulanten. Im Jahre 1773 nutze Murray seine guten Kontakte zu den Forts und den Indianern in der Region, um von den Illinois-Stämmen zwei größere Gebiete östlich des Illinois-Rivers und am Unterlauf des Ohio zu erwerben. Die Reaktion der staatlichen Stellen war wenig überraschend: die Illinois Company wurde davor gewarnt, Siedlungen in den Gebieten zu errichten und der örtliche Fort-Kommandant wurde angewiesen, die den Handel betreffenden Eintragungen aus den staatlichen Registern zu streichen und den Handel öffentlich für ungültig zu erklären.

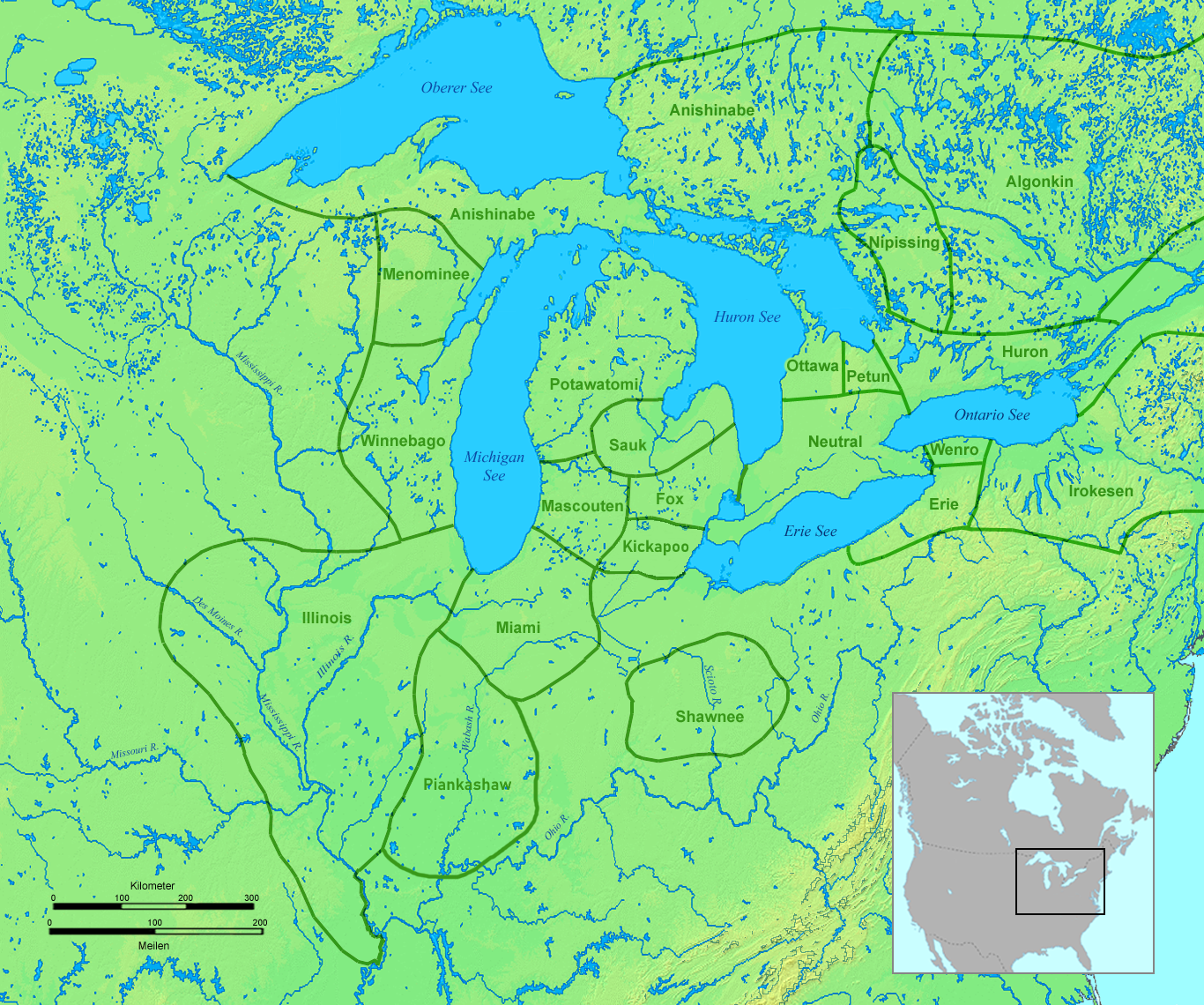
Wohn- und Jagdgebiet der Illinois und Piankeshaw um 1750

Zur Sicherung ihrer Investition versuchten die Teilhaber der Illinois Company nun, die Anerkennung durch politische Lobby-Arbeit zu erreichen. Um einflussreiche Persönlichkeiten durch eine Beteiligung für die eigene Sache zu gewinnen, initiierte Murray die Wabash Company, die im Jahre 1775 zwei Gebiete am Wabash River, einem Nebenfluss des Ohio, von den Piankeshaw-Stämmen kaufte. Einer der neuen Anteilseigner war Lord Dunmore, der Gouverneur der königlichen Kolonie Virginia, der sich daraufhin mit einer positiven Empfehlung beim britischen Außenminister Lord Dartmouth für die Illinois Company einsetzte. Ein anderer neuer Anteilseigner war Thomas Johnson, der zwei Jahre später zum ersten Gouverneur des unabhängigen Staates Maryland gewählt wurde.
Die restriktiven Bestimmungen der Königlichen Proklamation von 1763 stießen in den Kolonien auf Ablehnung und waren mit ein Grund für den Amerikanischen Unabhängigkeitskrieg, der 1775 begann. Die unsichere politische Lage erschwerte die Bemühungen der Companies. So wurde Lord Dunmore durch die siegreiche Kontinentalarmee dazu gezwungen, Virginia zu verlassen und nach Großbritannien zurückzukehren. Um ihre Kräfte zu bündeln, vereinigten sich die beiden Companies 1779 zur "United Illinois and Wabash Land Company" (kurz United Companies genannt). Mit James Wilson und Robert Morris zählten nun zwei Unterzeichner der Unabhängigkeitserklärung zu den Anteilseignern der Gesellschaft. Wilson, später Richter am Obersten Gerichtshof der Vereinigten Staaten, wurde ihr Chairman. Die veränderte politische Situation brachte aber auch neue staatliche Ansprechpartner. In den folgenden Jahren versuchte die Gesellschaft durch Memoranden und Petitionen an den Kontinentalkongress, an die Regierung des neuen unabhängigen Staates Virginia (der das Gebiet zwischen Mississippi und Ohio beanspruchte) und mehrfach an den Kongress der Vereinigten Staaten eine Anerkennung ihrer Titel zu erreichen. Die Bemühungen gipfelten schließlich in dem Angebot, den Vereinigten Staaten alle Landrechte zu überlassen, wenn die Bundesregierung der Gesellschaft dafür ein Viertel des Gebietes zurückübertragen würde. Alternativ schlug man im Memorandum von 1810 vor, das ganze Gebiet an den Staat zu verkaufen, wobei der Preis in Form von staatlichen Schuldverschreibungen beglichen werden sollte. Beides lehnte der Kongress ab. Die Gesellschafter mussten sich eingestehen, dass auf diesem Weg nichts mehr zu erreichen war.
Das jahrzehntelange Ringen um die Anerkennung der Titel mag weniger rätselhaft erscheinen, wenn man die Ausmaße der Gebiete genauer betrachtet. Zwar sind Größe und Lage der Gebiete heute umstritten, weil einige der genannten Landmarken nicht mehr aufgefunden werden können, aber wenn man die Beschreibungen aus dem Urteil zugrunde legt, hätte allein der Erwerb der Wabash Company mit 40x70 und 35x70 Leagues die fantastische Größe von 122.000 km2, was etwa 80 % der Fläche des Staates Illinois entspricht.

## Die Vereinigten Staaten kaufen das Land auf
Die fortgesetzte Landnahmetätigkeit im Nordwestterritorium, in etwa das Gebiet zwischen dem Mississippi, dem Ohio-River und den Großen Seen, führte auch nach der amerikanischen Revolution immer wieder zu kriegerischen Konflikten mit der indigenen Bevölkerung (Indianerkriege). Erst 1794 konnte eine Koalition mehrerer indianischer Stämme in der Schlacht von Fallen Timbers endgültig besiegt werden. Im daraufhin geschlossenen Vertrag von Greenville traten die Stämme große Teile des heutigen Staates Ohio an die Vereinigten Staaten gegen Waren im Wert von 20.000 $ und jährliche Versorgungsleistungen ab. Außerdem wurde eine neue "Demarkationslinie" zwischen dem Land der Indianer und dem Land der weißen Siedler im nordwestlichen Ohio vereinbart.
Noch immer übten britische Truppen an den Grenzen zu Kanada Einfluss auf den Nordwesten aus und noch immer lebte eine große Zahl von britischen Pelzjägern und Händlern in Nordwestterritorium, die verdächtigt wurden, die Indianer mit Waffen und Munition zu versorgen. Daher wollte Präsident Jefferson, der 1801 sein Amt antrat, möglichst schnell die Anzahl der amerikanischen Einwohner erhöhen und das Nordwestterritorium in reguläre Staaten umwandeln. Außerdem war der Landverkauf an Siedler eine wichtige Einnahmequelle für die USA, die keine direkten Steuern kannten und dringend Geld u. a. für die Kriege gegen die Babareskenstaaten benötigten. Jefferson sah die indigene Bevölkerung als gleichwertig an, lediglich kulturell und technologisch rückständig. Aber um die Anzahl der Siedler im Nordwesten so weit zu erhöhen, dass die Staatlichkeit hergestellt werden konnte, mussten die Indianer ihr Land hergeben. Sie sollten entweder die Lebensweise des weißen Mannes annehmen oder vorzugsweise umgesiedelt werden. Jefferson beauftragte den Gouverneur des Nordwestterritoriums, William Henry Harrison, so viel indianisches Land wie nur möglich aufzukaufen. Zwischen 1803 und 1809 schloss Harrison 11 Verträge mit verschiedenen indianischen Führern, die darin große Teile der heutigen Staaten Illinois und Indiana an die Bundesregierung abtraten. Das verärgerte andere Stämme, die diese Gebiete ebenfalls beanspruchten, aber nicht an den Vertragsverhandlungen teilgenommen hatten. Die brüskierten Stämme sammelten sich um den Shawnee-Führer Tecumseh. "Tecumsehs Rebellion" ging in den Britisch-Amerikanischen Krieg über, in dem viele der Stämme auf britischer Seite kämpften. Die Indianer waren die großen Verlierer dieses Krieges. Zahlenmäßig dezimiert und nun größtenteils von britischer Hilfe abgeschnitten, konnten sie dem amerikanischen Expansionsdruck nicht mehr standhalten und mussten ihren angestammten Lebensraum nach und nach verlassen.
Für die Anteilseigner der United Companies schloss sich langsam das Zeitfenster. Nach der Vermessung des Landes sowie Klärung älterer Titel aus der französischen Kolonialzeit erließ der Kongress ein Preemption("Vorverkaufs")-Gesetz, das es Squattern in den Jahren 1814 und 1815 erlaubte, ein Gebiet von maximal 160 acres (ca. 65 ha) legal zu erwerben. Im Mai 1816 eröffnete Präsident Madison den regulären Verkauf der Gebiete. Ebenfalls 1816 gründete sich der Staat Indiana, Illinois folgte 1818. Bereits 1811 entstand unter den Anteilseignern die Idee, die Gültigkeit ihres Titels ein für allemal durch eine gerichtliche Entscheidung klären zu lassen. Die Suche nach einem geeigneten Gegenpart wurde durch die Indianerkriege und den Britisch-Amerikanischen Krieg unterbrochen. Die treibende Kraft auf der Seite der Companies war nun Robert Goodloe Harper, ein renommierter Jurist und Politiker aus South Carolina, selbst Anteilseigener der Companies. Harper hatte als Anwalt am Gerichtsverfahren Fletcher v. Peck teilgenommen, aus dem man schließen konnte, dass nur ein Urteil des Obersten Gerichtshofs endgültige Rechtssicherheit in der Titelfrage schaffen würde. Fletcher v. Peck gab aber auch Hoffnung: Für die Geschädigten im Yazoo-Schwindel, die sehr problematische Landtitel besaßen, hatte die Bundesregierung finanzielle Mittel und 5.000.000 acres Land zum Ausgleich bereitgestellt. Eine vielversprechende Chance bot sich 1819, als in Illinois ein Bezirksgericht (District Court) eingerichtet wurde, das sich wegen des fehlenden juristischen Umfelds im Appellationsfall direkt an den Obersten Gerichtshof wenden musste.

## Die Kontrahenten
1819 wurde Thomas Johnson von der Gesellschaft als Kläger bestimmt. Er war einer der ursprünglichen Anteilseigner der Wabash Company, erster Gouverneur von Maryland und kurzzeitig Richter am Obersten Gerichtshof. Unglücklicherweise verstarb er im Oktober 1819. Die Anteile an den Companies vererbte er an seinen Sohn Joshua Johnson und seinen Enkel Thomas Graham. Unklarheiten sein Testament betreffend verzögerten die Einreichung der Klage bis Ende 1820.
William McIntosh stammte ursprünglich aus Schottland und diente dort bis 1781 in der britischen Armee, wanderte dann zu seinem Bruder nach Kanada aus und ließ sich 1785 als Pelzhändler in Vincennes nieder, der Hauptstadt des Indiana-Territoriums, für das er zeitweise auch als Schatzmeister tätig war. Zusammen mit William Henry Harrison, dem Gouverneur des Territoriums und späteren 9. Präsidenten der Vereinigten Staaten, befasste er sich mit Bodenspekulation. Von verschiedenen Seiten wird McIntosh in ein schlechtes Licht gerückt. So soll er sich vor einem Duell gedrückt haben und sein Geschäftspartner Harrison, der sich später mit ihm zerstritt, bezeichnete ihn als Lügner und bezichtigte ihn des Meineids. Sein gesellschaftliches Ansehen litt sicherlich auch darunter, das er mit seiner schwarzen Haushälterin zusammenlebte und mit ihr mehrere Kinder hatte. Kades bemerkt, dass Mcintosh nach den staatlich registrierten Aufzeichnungen bereits im Jahr 1815 fast 12.000 acres (ca. 4850 ha oder 48,5 km²) verstreut über ganz Illinois besaß, obwohl zu jener Zeit eigentlich nur 160 acres erwerbbar waren. 1818 erhielt er für dieses Land ein Landpatent von der US-Bundesregierung. Als Großgrundbesitzer mit staatlichem Rechtstitel war er damit ein natürlicher Gegner der United Companies. Es spricht einiges dafür, dass McIntosh für sein Auftreten vor Gericht finanziell entschädigt wurde.

## Vor dem District Court
Wie viele Elemente des britischen Rechtssystems lässt sich auch die action of ejectment bis ins englische Mittelalter zurückverfolgen. Sie diente ursprünglich zur Sicherung der Rechte von Pächtern, die durch eine dritte Person von ihrem Land vertrieben wurden. Im Laufe der Zeit wurde der Pächter durch einen Strohmann ersetzt, später waren Pächter und Beklagter rein fiktiv. Weil die beiden Parteien dabei ihre Titelketten verglichen, wurde sie eine bevorzugte Methode zur Bestimmung der Besitzrechte an Immobilien. Die jungen amerikanischen Staaten übernahmen das britische Recht praktisch unverändert.
Daher begann Charles Dewey, der lokale Anwalt der Kläger, am 4. Dezember 1820 mit dem formalistischen Vortrag der action of ejectment vor Richter Nathaniel Pope im District Court von Illinois in Vandalia. So hätte (der fiktive) Simeon Peaceable das von den Piankeshaw gekaufte Land von Johnson und Graham für zwanzig Jahre gepachtet. (Der ebenfalls fiktive) Thomas Troublesome hätte das Land mit "swords, guns and knifes" betreten und Simeon Peaceable hinausgeworfen. Charles Dewey legte daraufhin als Anwalt von Peaceable Beschwerde ein und machte einen Schaden im Wert von 2000 Dollar geltend. Troublesome hätte nun McIntosh als seinen Grundherren aufgefordert, die Sache an seiner statt auszufechten, und der wurde wiederum von seinem Anwalt vor Gericht vertreten. Eine solche strikte Einhaltung der veralteten technischen Aspekte des englischen Rechts war bei Gerichten der Grenzregion üblich. Mittels einer juristischen Volte und dem offensichtlichen Einverständnis der beiden Parteien entließ Richter Pope die zwölfköpfige Jury. Dem Richter wurden die Fakten in Schriftform vorgetragen und er verfasste daraufhin ein kurzes Urteil ohne weitere Erläuterung. Die Klage wurde abgewiesen und McIntosh freigesprochen. Damit war der Weg für eine Berufung vor dem Supreme Court frei. Der Kläger beantragte dafür am 5. Februar 1821 einen writ of error "by consent" ("mit Zustimmung [beider Parteien]"), was darauf schließen lässt, dass auch McIntosh den Fall trotz seines Sieges vor dem District Court auf höchster Ebene verhandeln wollte.

## Urteil des Supreme Court
Marshall, der für ein einstimmiges Gericht schrieb, bestätigte die Abweisung.
In seiner Urteilsbegründung beschreibt er ausführlich die europäische Entdeckung Amerikas von den ersten britischen Kolonien bis zu ihrer Unabhängigkeit und die Weitergabe der Landtitel von Großbritannien an die Vereinigten Staaten. Dabei weist er auf die Rechtsprechung der Kolonien, Großbritanniens und der später unabhängigen Staaten hin, die den Verkauf von indianischem Land an Privatleute letztendlich immer ausgeschlossen hat.
Weiter zeigt Marshall die Grundzüge der discovery doctrine (Entdeckungslehre) auf. Danach etablierte sich unter den christlichen europäischen Mächten ein von allen anerkanntes Prinzip, nach dem die Entdeckernation durch die Entdeckung einen fundamentalen Titel (auch Souveränität genannt) über das von ihr entdeckte Land erhält. Innerhalb dieses Landes gilt unter Ausschluss aller anderen Nationen das Recht der Entdeckernation, auch was die Beziehungen zu den indigenen Bewohnern des Landes angeht.
Bei der Etablierung dieser Beziehungen wurden die Rechte der Ureinwohner in keinem Fall völlig außer Acht gelassen; ... Sie wurden als rechtmäßige Bewohner des Bodens anerkannt, mit dem legalen und gerechten Anspruch, den Besitz des Bodens zu behalten und ihn nach eigenem Ermessen zu nutzen, aber ihr Recht auf vollständige Souveränität als unabhängige Nationen wurde notwendigerweise eingeschränkt...
Ein absoluter Landtitel kann nicht gleichzeitig bei verschiedenen Personen oder in verschiedenen Regierungen liegen.
Die Vereinigten Staaten, wie auch die anderen Entdeckernationen, behaupten, dass ihnen ... die Entdeckung ein ausschließliches Recht gab, den indianischen Besitzsanspruch entweder durch Kauf oder durch Eroberung zu löschen.
Warum es auch aus Sicht der Indianer möglich und legal war, das an die Companies verkaufte Land später noch einmal an die Bundesregierung zu verkaufen, erklärt Marshall ebenfalls. Die Indianer besitzen ihr Land nicht als Einzelpersonen, sondern gemeinsam, aber er sieht keinen Grund, aus dem sie nicht einen Teil ihres Landes abtrennen und einer Einzelperson zuordnen könnten.
Wenn eine Person den indianischen Titel zu ihrem eigenen Vorteil löschen oder mit anderen Worten kaufen würde, könnte sie dennoch nur diesen Titel erwerben. Zugegebenermaßen haben sie die Macht, ihre Gesetze oder Gebräuche so abzuändern, dass es einem Einzelnen ermöglicht wird, einen Teil ihres Landes von der Gemeinschaft zu trennen und ihn als Einzelner zu besitzen. Dennoch ist es ein Teil ihres Territoriums und wird unter ihnen gehalten. durch einen Titel, der von ihren Gesetzen abhängt. ...Die Person, die Land von den Indianern in ihrem Hoheitsgebiet kauft, schließt sich ihnen an, soweit sie das erworbene Eigentum respektiert; hält ihren Titel unter ihrem Schutz und unterliegt ihren Gesetzen.
Diese Nationen hatten Krieg gegen die Vereinigten Staaten geführt und hatten ein unbestreitbares Recht, jegliche Bewilligung, die sie amerikanischen Bürgern gewährt hatten, aufzuheben.
Die im Urteil erkennbare Sichtweise auf die indigenen Völker wurde zu jener Zeit von den meisten europäischstämmigen Einwohnern geteilt:
Wir werden nicht in die Kontroverse eintreten, nach der Landwirte, Kaufleute und Gewerbetreibende nach abstrakten Grundsätzen ein Recht haben, Jäger aus ihrem Hoheitsgebiet zu vertreiben. (In dieser Kontroverse wurde behauptet, dass letztere für ihre Lebensweise überproportional mehr Land pro Person beanspruchen.)
Aber die Indianerstämme, die in diesem Land lebten, waren grimmige Wilde, deren Beruf der Krieg war und deren Lebensunterhalt hauptsächlich aus dem Wald stammte. Sie im Besitz ihres Landes zu lassen, bedeutete, das Land im Zustand der Wildnis zu belassen; Es war unmöglich, sie als eigenständiges Volk zu regieren, weil sie ebenso mutig und temperamentvoll wie wild waren und bereit, jede Einschränkung ihrer Unabhängigkeit mit Waffen abzuwehren.
Es kam unvermeidlich zu häufigen und blutigen Kriegen.
Die Europäer hatten die Notwendigkeit, entweder das Land zu verlassen ... oder diese Ansprüche durch das Schwert durchzusetzen und Grundsätze zu verabschieden, die an den Zustand eines Volkes angepasst waren, mit dem es unmöglich war, sich zu vermischen und die nicht als eigenständige Gesellschaft regiert werden konnten oder sie mussten in ihrer Nachbarschaft bleiben und sich und ihre Familien der ständigen Gefahr eines Massakers aussetzen.
Das rechtliche Ergebnis des Urteils ist, dass die einzigen Landübertragungen amerikanischer Ureinwohner, die einen gültigen Titel schaffen können, Landverkäufe an die Bundesregierung sind.

## Auswirkungen
Mehrere Kommentatoren haben angemerkt, dass Johnson mit der Behauptung, dass nur die Bundesregierung Land von den Ureinwohnern erwerben könne, ein Monopson-System geschaffen habe, das einen Bieter-Wettbewerb zwischen Siedlern verhinderte und somit den Erwerb von Ureinwohnergebieten zu möglichst niedrigen Kosten ermöglichte.
Zum Zeitpunkt der Verhandlung vor dem Supreme Court hatten die Piankeshaw ihr angestammtes Gebiet am Wabash bereits verlassen. Nachdem sie das Land 1814 an die Bundesregierung verkauft hatten, wurden sie 1818 ins westliche Illinois an den Mississippi umgesiedelt. Zwar waren die Piankeshaw nun relativ gesehen wohlhabend, aber ihre angestammte Lebensweise, zu der – neben extensivem Maisanbau – auch die Großwildjagd zählte, passte nicht mehr in das immer stärker besiedelte Gebiet. Die Piankeshaw, die sich im Laufe der Zeit mit den Wea und Stämmen der Illinois-Konföderation zusammentaten, wurden noch zwei weitere Male umgesiedelt: 1832 ins östliche Kansas und in den 1850er Jahren nach Oklahoma, wo sie sich mit den Kaskaskia und Peoria verbanden. Ähnliches passierte anderen Stämmen, wobei die Qualität des neuen Lebensraums in der Regel bei jeder Umsiedelung sank. Durch jährliche Versorgungsleistungen gerieten die Stämme zusätzlich in wirtschaftliche Abhängigkeit.
Prof. Blake A. Watson von der University of Dayton schreibt:
Gemäß Chief Justice Marshall waren die nachteiligen Folgen der europäischen Entdeckung für die Ureinwohner zweifach: "Ihre Befugnis, über den Boden nach eigenem Willen zu verfügen, gegenüber wem auch immer, wurde verweigert" und "ihr Recht auf vollständige Souveränität als unabhängige Nationen wurden notwendigerweise verringert."
Marshall hatte die Aufteilung von Stammesland, die Unterdrückung indigener Kulturen und die erzwungene Assimilation indianischer Völker nicht vorhersehen können. ...Der Marshall Court erkannte die Rechte der Ureinwohner und die Souveränität der Stämme an - und untergrub sie dennoch. Entsprechend der Doktrin der bundesstaatlichen Treuhänderschaft und der Plenary Power Doktrin hat der Kongress die Eigenregierung der Stämme eingeschränkt und die indianischen Angelegenheiten reguliert. Selbst wenn der Kongress kein Gesetz erlassen hat, hat der Oberste Gerichtshof entschieden, dass indianischen Stämmen implizit das Recht entzogen wurde, bestimmte Regierungsbefugnisse auszuüben. Das föderale indianische Recht wird heute durch Zusammenhanglosigkeit in der Lehre und eine Tendenz zum juristischen Subjektivismus beeinträchtigt, die die Grundprinzipien des politischen Status des Stammes und der Autorität der Stammesregierung zu untergraben drohen. Die Indianer des 21. Jahrhunderts kämpfen weiterhin mit dem Erbe von Johnson v. McIntosh.

## Kritik
Prof. Eric Kades von der William & Mary Law School vertritt die Meinung, dass sich die Gebiete von Johnson und McIntosh gar nicht überschnitten. Kades, der sich auf eine Karte des Historikers Clarence Alvord aus Illinois bezieht, bemerkt, dass sich weder die beiden Parteien noch District Court und Berufungsgericht Klarheit über die genaue Überdeckung der beiden Gebiete verschafft hätten. Das Thema wäre von keiner Seite thematisiert worden, weil alle Seiten Interesse an einem eindeutigen und endgültigen Urteil gehabt hätten.
Prof. Stuart Banner von der UCLA School of Law schreibt über den Fall:
Johnsons anhaltende Bekanntheit wird jedes Jahr an den juristischen Fakultäten vermehrt, wo es die allerersten Anfänger sind, die den Fall in ihrem erforderlichen Kurs über Immobilienrecht behandeln. Die meistverkaufte Immobilienrecht-Fallsammlung nennt Johnson "den Ursprung unseres Fachgebiets", weil es "die Grundlagen des Landbesitzes in den Vereinigten Staaten" legt. In Anbetracht der aktuellen Sympathien für die Ureinwohner Amerikas wird das Urteil in der Rechtswissenschaften heute ablehnend bewertet. Johnson hat sich mit Dred Scott v. Sandford und ein paar anderen zusammengetan, um einen kleinen Kanon (oder vielleicht einen Anti-Kanon) von berühmten Fällen zu bilden, anhand derer Rechtsstudenten das Urteilen gelehrt wird. Die führende Fallsammlung beschreibt die Philosophie, die Johnson zugrunde liegt, als "unangenehm" und zitiert zustimmend die jüngste Ansicht eines Rechtsprofessors, dass Marshalls Urteil "in einer eurozentrischen Ansicht über die Minderwertigkeit der indianischen Bevölkerung begründet war". Johnson könnte jedoch das einzige Mitglied dieses Anti-Kanons sein, das immer noch Gesetzeskraft besitzt und das von rangniederen Gerichten immer noch mehrmals im Jahr als maßgebliche Quelle herangezogen wird.